# Культуризм

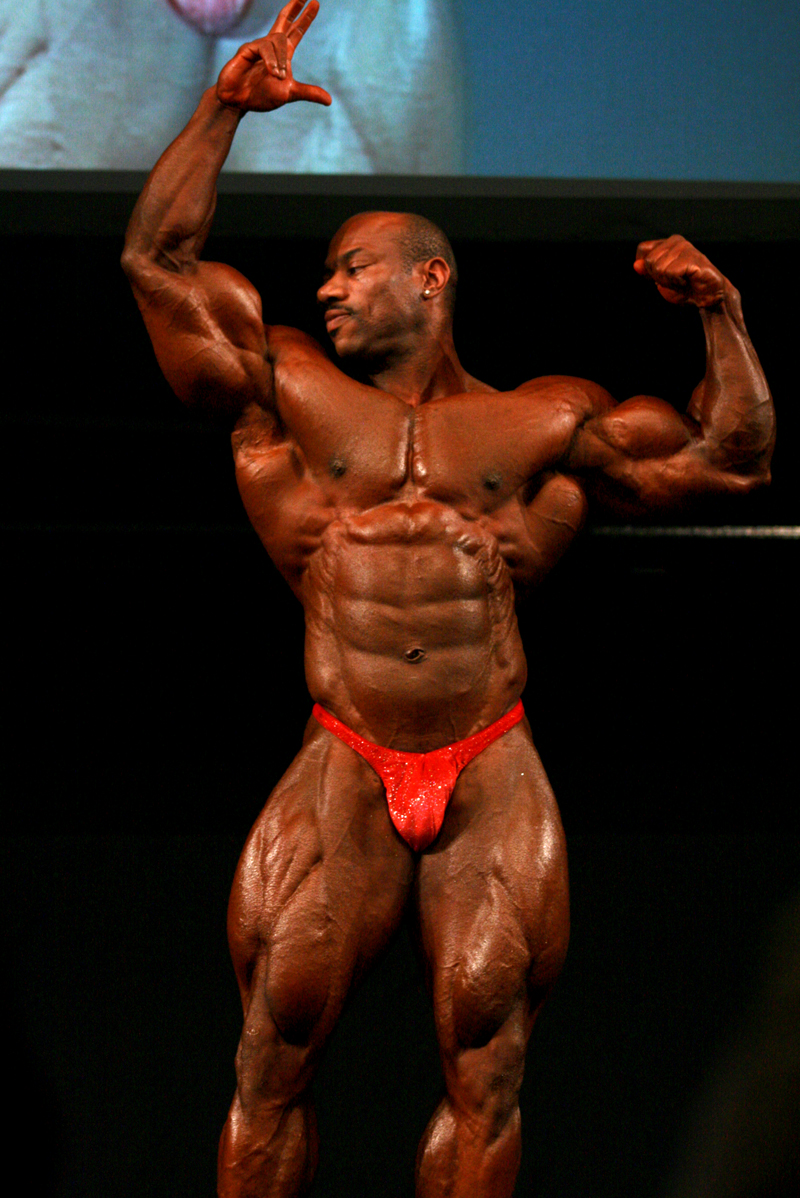
«Мистер Олимпия» 2008 Декстер Джексон

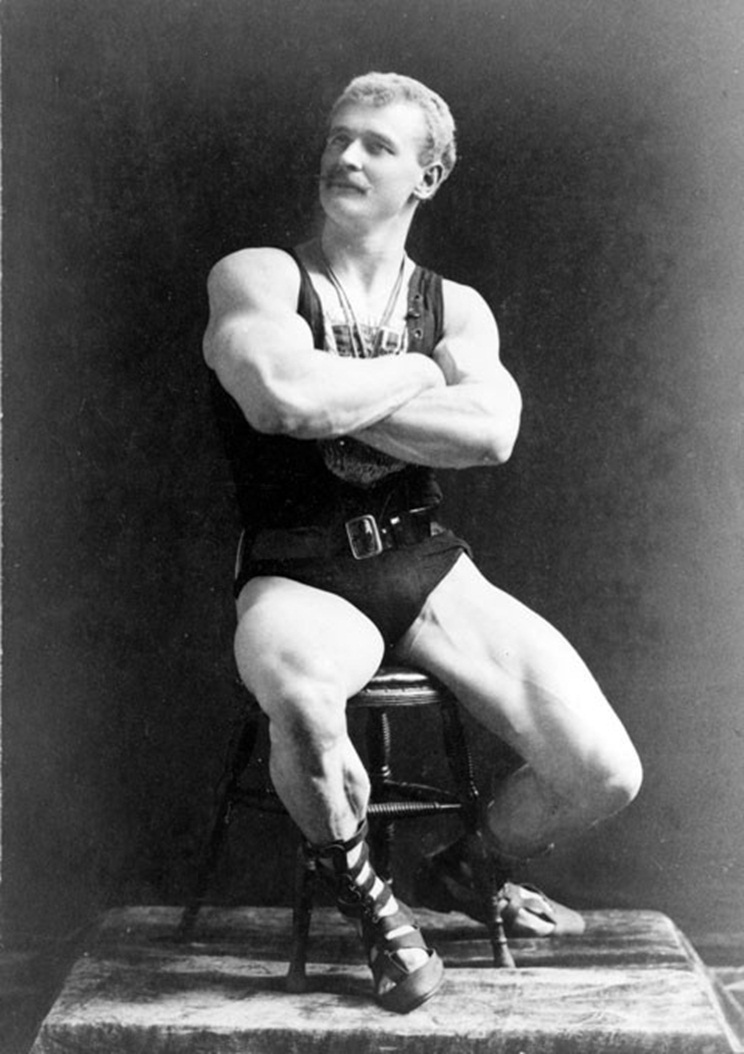
Родоначальником культуризма считается Евгений Сандов

Культури́зм (от фр. culturisme — «культура тела»), или бодиби́лдинг (англицизм, от англ. bodybuilding — «телостроительство»), или атлети́ческая гимна́стика — процесс наращивания (гипертрофии скелетных мышц) и развития мышечной массы при сохранении качества и эстетики тела спортсмена, путём тренировок с отягощениями (обычно, в тренажёрном зале для выполнения физических упражнений с использованием штанги, гантелей, брусьев, турника и различных силовых тренажёров). Важная роль отводится правильному и специальному питанию. Это подразумевает и приём высокоэнергетического специального питания (с повышенным содержанием питательных веществ, в частности, белков). Третьим по важности фактором является восстановление организма после активной физической нагрузки.
Человека, тренирующегося с целью увеличения объёма мышц, называют «культуристом» (или «бодибилдером»), в разговорной речи — «качком». Соревнования по культуризму представляют собой конкурсы, на которых судьи оценивают мускулатуру позирующих участников определённой весовой категории на основании критериев отбора по объёму, эстетичности пропорций, а также симметрии и сбалансированности, и определяют культуриста с наиболее совершенным телом. Соревнования по культуризму, где атлеты демонстрировали свою мускулатуру, начали проводить с 1960 года. Несмотря на популярное общественное мнение, культуризм не признаётся официальным видом спорта.

## История культуризма

### Ранние годы
К раннему этапу существования культуризма обычно относят период с 1880 по 1953 годы.

### 1950—60-е годы
Культуризм приобрёл большую популярность в 1950—60-х годах. Наибольшую пропаганду оказал Чарльз Атлас, чья реклама в комиксах и других публикациях на основе мускулистых супергероев заставила многих молодых людей начать изучать способы развития тела. Именно тогда появились самые известные конкурсы и соревнования, такие как «Мистер Вселенная» и «Мистер Америка». Именно эти соревнования проложили дорогу для других современных состязаний. Тогда же появились и многие журналы популяризирующие культуризм — «Strength & Health» и «Muscular Development». Съёмки некоторых культуристов в кино также только прибавили спорту популярности. Наибольшую популярность в кино получил Стив Ривз, сыгравший роли Геракла, Самсона и других легендарных героев.

### 1970-е годы — настоящее время

#### Использование анаболических стероидов
Несмотря на то, что анаболические стероиды появились давно, именно 1970-е годы называют «восстанием анаболических стероидов», причём не только в культуризме, но и в других видах спорта. В культуризме это связано с резким скачком мышечных объёмов, начиная с Арнольда Шварценеггера, Франко Коломбо, Луи Фериньо, Дориана Йейтса, Ли Хейни и Пола ДеМайо, а также появлением таких спортсменов как Рич Гаспари и Андреас Мюнцер. Хотя в 1970-е началось открытое обсуждение использования анаболических стероидов, до 1990 года они были законными средствами. В 1990 году конгресс США внес анаболические стероиды в список «контролируемых веществ». В Канаде из-за скандала с Беном Джонсоном на олимпиаде в Сеуле в уголовный кодекс Канады введена ответственность за использование стероидов. Стероиды отнесены к 6-му классу сильнодействующих веществ.

#### Всемирная федерация культуризма

Мистер Калифорния 2014 года демонстрирует свою программу

В 1990 году реслинг-промоутер Винс Макмэн объявил о формировании новой организации World Bodybuilding Federation. Таким образом, он хотел привнести в культуризм больше зрелищности и увеличить призовой фонд турниров. Однако в июле 1992 года WBF формально был распущен. Среди причин предполагают отсутствие доходов от платных трансляций конкурсов WBF, малые продажи журнала федерации «Bodybuilding Lifestyle» (который позднее стал журналом WDF), а также большие затраты на производство двух телешоу и выпуск ежемесячного журнала.

#### Культуризм как олимпийский вид спорта
В начале 2000 года International Federation of Bodybuilders & Fitness пыталась придать культуризму статус олимпийского вида спорта, в связи с тем, что в 2000 году эта организация получила полноправное членство в Международном олимпийском комитете. Тем самым, IFBB стремилась утвердить культуризм в качестве полноправного вида на Олимпийских играх. Этого однако не произошло, так как многие не признают культуризм спортом, из-за соревновательного процесса, более сравнимого с конкурсом красоты нежели с турниром.

## Культуризм в СССР и России
В конце XIX века Санкт-Петербург повально увлекся красотой тела и объемом мышечной массы. Участок Невского проспекта от здания 98 до дома 102 можно смело назвать родиной российского культуризма и бодибилдинга. Для борьбы со знаменитыми "питерскими животиками" в доме 98 была открыта первая в стране качалка - "Геркулес-клуб", а в доме 102 - общество телесного воспитания "Богатырь". В нынешнем концертном зале Колизей  по адресу Невский 100 (тогда в главном скейтинг-ринге города) проходили первые соревнования по разным видам борьбы. Там же была сделана известная фотосессия первых русских культуристов. Среди участников соревнований и членов клуба "Геркулес" были знаменитый Иван Поддубный, а также "звезда Эстляндии" или "русский лев", изобретатель популярного до сих пор тренажёра Георг Гаккеншмидт.
Традиционно демонстрация телосложения и силы в СССР была связана с цирком. Так, в 1948 году в концертном зале имени П. И. Чайковского в Москве был проведён конкурс красоты телосложения, победителем которого стал известный цирковой акробат Александр Ширай.
В СССР культуризм не был под запретом, однако и не имел государственной поддержки, поэтому в основном им занимались в так называемых «качалках» (любительских тренажёрных залах, обычно в подвальных помещениях, содержащихся энтузиастами). Первый культуристский зал в Советском Союзе открылся в 1962 году в Ленинграде, массово «качалки» стали открываться с конца 1960-х годов по всей стране. При поддержке местного руководства, администрации спортивных залов и домов культуры проводились любительские турниры. В 1968 году в Тюмени прошёл первый открытый «Всесибирский конкурс атлетизма», а второй конкурс в 1969 году стал первым в СССР с участием иностранцев.
В феврале 1971 года в Северодвинске прошёл первый неофициальный чемпионат СССР, первое место занял северодвинский атлет Александр Лемехов, второе место — Владимир Дубинин из Ленинграда, третье — Владимир Хомулев из Северодвинска.
26—28 февраля 1972 года там же прошёл второй чемпионат СССР, состоявший из состязания в силовых дисциплинах и состязания по культуризму. Программа силовых состязаний, состоявшая из жима лёжа и приседаний, закончилась следующими результатами:
| место                   | имя участника     | город        | жим, кг | присед, кг |
| ----------------------- | ----------------- | ------------ | ------- | ---------- |
| Категория до 168 см:    |                   |              |         |            |
| I                       | Виктор Яшин       | Северодвинск | 162,5   | 190        |
| II                      | Владимир Липьянен | Ленинград    |         |            |
| III                     | Борис Житков      | Калининград  |         |            |
| Категория до 175 см:    |                   |              |         |            |
| I                       | Сергей Кизин      | Ленинград    | 165     | 220        |
| II                      | Валентин Смотряев | Северодвинск | 155     | 185        |
| Категории свыше 175 см: |                   |              |         |            |
| I                       | Владимир Дубинин  | Ленинград    | 192,5   | 195        |
| II                      | Александр Лемехов | Северодвинск | 175     | 250        |
| III                     | Александр Черных  | Москва       | 182,5   | 230        |

Перед состязанием в культуризме участники должны были выплыть 50 метров вольным стилем за 45 секунд. Вольная программа и состязания по мышечному развитию проходили в соответствии с правилами соревнований федерации IFBB. Результаты следующие:
Категория до 168 см:
1. Владимир Липьянен (Ленинград);
2. Борис Житков (Калининград);
3. Дмитрий Чанев (Северодвинск).

Категория до 175 см:
1. Валдас Алабавичус (Вильнюс);
2. Сергей Кизин (Ленинград), золотой медали его лишили за невыполнение норматива по плаванию;
3. Александр Никифоров (Астрахань).

Категории свыше 175 см:
1. Владимир Дубинин (Ленинград);
2. Александр Лемехов (Северодвинск);
3. Владимир Хомулев (Северодвинск).

В командном первенстве первое место получили хозяева турнира — команда Северодвинска, получив «Кубок Белого моря», второе — команда Ленинграда, третье — Москвы. Председатель федерации культуризма города Северодвинска Владимир Хомулев редакцией журнала «Спортивная жизнь России» был удостоен диплома «За пропаганду и развитие культуризма в СССР».
С началом перестройки культуризм стал очень популярным, стремительно развивающимся видом спорта. 11 августа 1987 году была основана федерация атлетизма СССР.
В 1988 году в Ленинграде под патронажем Госкомспорта СССР прошёл первый Кубок СССР по вольным упражнениям среди мужчин. Первый официальный чемпионат СССР по атлетизму прошёл 26—28 мая этого же года также в Ленинграде со следующими результатами: в весовой категории до 65 кг — Александр Шумлянский (Украина), до 70 кг — Валерий Богданович (Белоруссия), до 80 кг — Винцас Дубицкас (Литва), до 90 кг — Георгий Мосалев (Москва) и свыше 90 кг — Ричард Петраускас (Литва). В командном зачёте первое место завоевала сборная команда культуристов Украинской ССР, второе — литовские и третье — ленинградские атлеты.
В 1988 году на чемпионате мира по культуризму в Австралии впервые приняли участие атлеты из СССР: Валерий Богданович (Минск), Станислав Поляков (Рига) и Александр Васин (Ленинград), заняв четвёртое место в командном зачёте. Во время этих соревнований Советский Союз был принят в Международную федерацию культуризма IFBB. В июне 1988 года СССР посетил президент IFBB Бен Уайдер, который отметил во время визита: «Я верю, что в силу особых национальных традиций культуризм станет доминирующим видом спорта в СССР. Когда это произойдет, советский культуризм превратится в главную движущую силу этого вида спорта во всем мире».
В 1989 году к отечественному культуризму пришёл международный успех, белорус Николай Шило стал чемпионом Европы в категории до 65 кг, а до 70 кг пятым оказался русский Станислав Поляков, а советская команда дебютировала первым местом в командном позировании. В этом же году в Тюмени прошёл первый международный турнир «Гран-при „Тюмень-89“».
26—29 апреля 1990 года в Ленинграде прошёл чемпионат Европы по культуризму. Айн Пааво стал чемпионом Европы в категории до 90 кг. Первое место в командном позировании получила советская сборная.
Сейчас только 3 российских профессионала Алексей Лесуков, Сергей Шелестов и Евгений Мишин, принимают участие в международных турнирах высшей категории. В 2008 году Сергей Шелестов занял на конкурсе «Мистер Олимпия» 17 место. Его результат повторил Евгений Мишин в 2010 году. Другие профессионалы: турнир «Мистер Вселенная» (NABBA) — в 2005 году победитель Сергей Огородников, в 2009 году — Алексей Нетесанов. Среди любителей в 2014 году Алексей Юрченко — финалист — 5 место.

## Разновидности культуризма

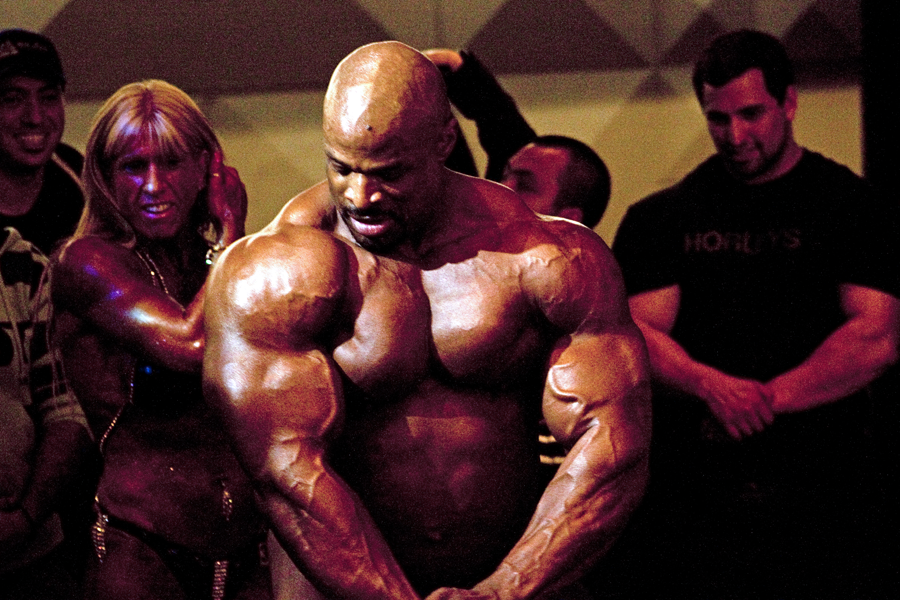
Восьмикратный «Мистер Олимпия» Ронни Коулмэн, 2009

### Профессиональный культуризм
В современной индустрии культуризма «профессионалом» обычно называют культуриста, победившего в квалификационных соревнованиях, как любитель, и заработавшего Pro Card от IFBB. Обладатели данной карты получают право выступать на профессиональных турнирах, например, «Арнольд Классик» и «Ночь Чемпионов». В свою очередь высокие результаты, показанные в таких соревнованиях дают им возможность участвовать в конкурсе «Мистер Олимпия». Титул «Мистер Олимпия» является высшей наградой в области профессионального культуризма.

### Культуризм «без химии»
Существуют организации, пропагандирующие так называемый «натуральный» культуризм. К ним относятся:
- «North American Natural Bodybuilding Federation» (NANBF)[12];
- «The International Natural Bodybuilding & Fitness Federation» (INBFF)[13];
- «Australasian Natural Bodybuilding Association» (ANBA)[14];
- «International Natural Bodybuilding Association» (INBA)[15];
- «Natural Physique Association» (NPD);

Эти ассоциации пропагандируют культуризм без употребления анаболических стероидов и фармакологических средств. Приверженцы культуризма «без химии» считают, что их метод более ориентирован на здоровый образ жизни и естественную конкуренцию.

### Женский культуризм
Первый американский женский национальный чемпионат «Phisique», был проведён в городе Кантон в Огайо в 1978 году, благодаря Генри МакГи. Это был первый в мире женский конкурс, где участниц судили исключительно по мускулатуре. С тех пор проводится множество женских конкурсов, самым престижным из которых считается «Мисс Олимпия». Первым победителем конкурса, состоявшегося в 1980 году стала Рэйчел Маклиш. Оксана Гришина (Oksana Grishina) — российская спортсменка по бодибилдингу и фитнесу стала трёхкратной чемпионкой «Арнольд Классик» в номинации «Фитнес» в США, также трёхкратной в Испании, и однократной в Австралии. Гришина первая и пока единственная женщина спортсменка в России, которая завоевала карту IFBB для участия в конкурсе «IFBB Olympia», а также ставшая чемпионкой на мировых конкурсах по бодибилдингу и фитнесу.

## Рост мышц

### Тренинг

Бодибилдинг — тренировка в зале

На данный момент нет общепризнанной «идеальной» системы тренинга. Каждый спортсмен строит индивидуальные тренировки, опирающиеся на конфигурацию телосложения, генетически заданное распределение мышечных волокон по типам (гликолитические и окислительные), подвижность суставов и личные предпочтения (например нервно-мышечная связь во время выполнения конкретных упражнений).
Признаны конституциональные типы телосложения: эндоморф (много жировой массы, низкий рост), эктоморф (мало мышечной и жировой массы, высокий рост и длинные конечности), мезоморф (много мышечной массы и атлетичные пропорции). Генетически заданное телосложение формируется из этих трёх основных архетипов.

### Питание
Высокие темпы восстановления и роста мышц требуют от культуристов соблюдения специализированной диеты. Культуристам требуется больше калорий, чем среднему человеку того же веса, чтобы обеспечить белком и энергией затраты на тренировки, восстановление и собственно рост мышц. Уменьшение уровня получаемой пищевой энергии в сочетании с сердечно-сосудистыми упражнениями позволяют культуристам терять лишний жир, что актуально в рамках подготовки к различным соревнованиям. Соотношение пищевой энергии, полученной из углеводов, белков и жиров может варьироваться в зависимости от целей культуриста.
Для правильного построения питания недостаточно определить только калорийность пищи, необходимо знать также какие пищевые вещества и в каком количестве могут обеспечить эту калорийность, то есть определить качественный состав пищи. При окислении в организме 1 грамма белков или углеводов образуется 4,1 ккал, а при окислении 1 грамма жира — 9,3 ккал. В случае необходимости углеводы и жиры частично могут заменять друг друга; что касается белковых веществ, то они не могут быть заменены никакими другими пищевыми веществами.

#### Приёмы пищи

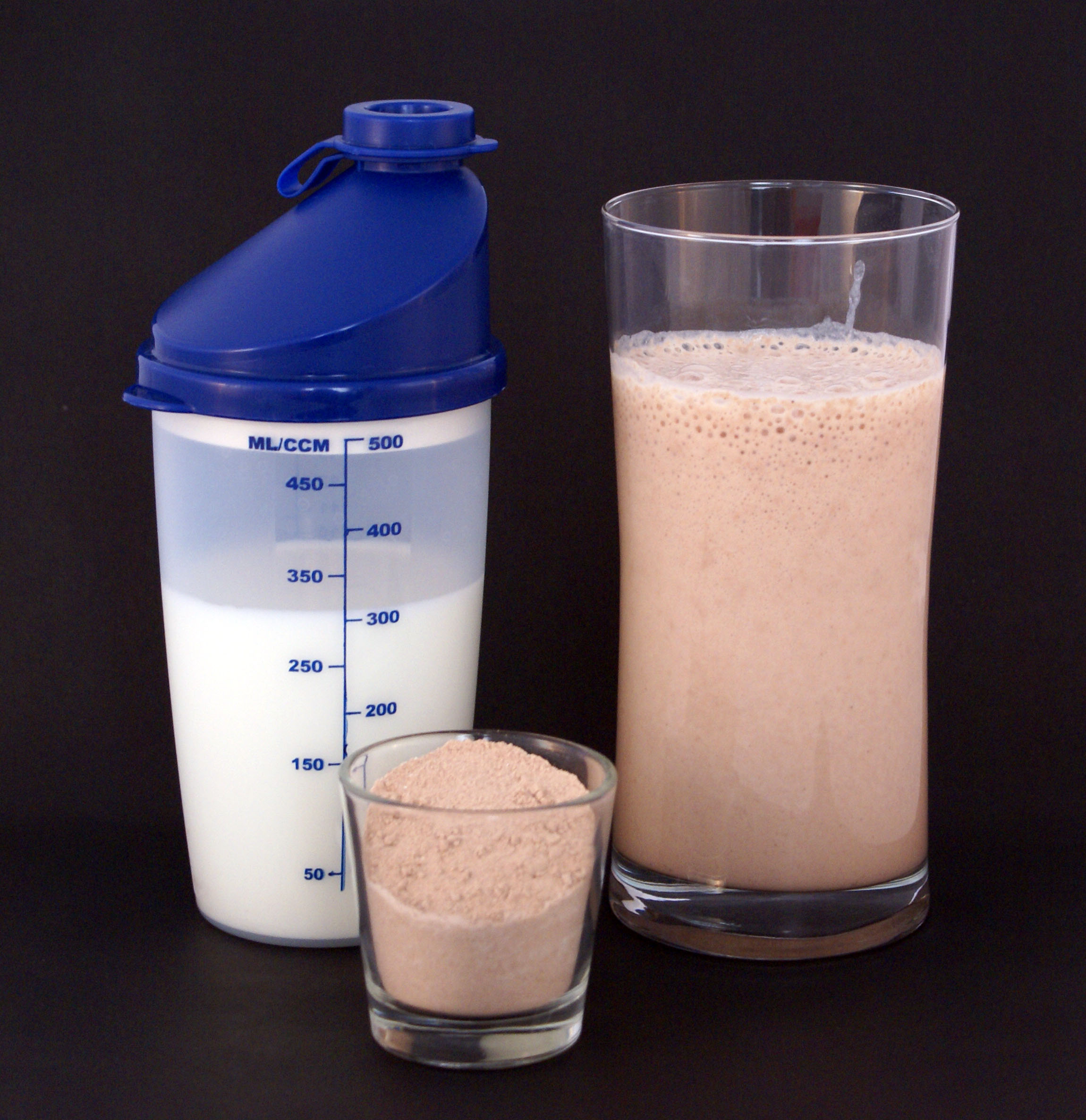
Белковый коктейль (справа) на основе сывороточного белка (в центре) и молока

В среднем обычный человек принимает пищу трижды в день. Культуристы же стараются принимать пищу 5—7 раз в день (каждые 2—3 часа). Этот метод преследует 2 цели: увеличение скорости обмена веществ, а также предотвращение излишней секреции инсулина, вызванной слишком большим единоразовым приёмом пищи. Многие культуристы всегда имеют при себе пластмассовый контейнер с едой, для минимизации нарушения режима приёма пищи. В качественном рационе соотношение должно быть следующим: углеводов — 50 %; белков — 30 %; жиров — 20 %.

#### Белки
Белок является главным строительным материалом организма, который необходим для роста мышечных волокон и их восстановления, а потому его приёму культуристы уделяют особое внимание. Культуристу требуется больше белка, чем обычному человеку. По различным оценкам ему необходимо употреблять 1,5—2 и более граммов белка на килограмм веса, при этом на белок должно приходиться до 25—30 % от общей калорийности питания. Основными источниками белка для культуристов являются курица, индейка, говядина, свинина, рыба, яйца и молочные продукты с высоким содержанием белка, а также некоторые орехи и бобовые. Помимо этого, многие культуристы дополняют свой рацион различными белковыми добавками, такими как: казеин или сывороточный белок.

#### Углеводы
Общую энергетическую ценность рациона подсчитывают, складывая вместе энергетические компоненты белков, углеводов и жиров. Энергетическая ценность 1 грамма белков — 4 ккал, углеводов — 4 ккал, жиров — 9 ккал. Характер обмена веществ предполагает использование в качестве источника энергии углеводов и жиров. Белки для организма в первую очередь строительный материал; из них могут синтезироваться углеводы при недостатке питания. Главными источниками энергии для организма остаются углеводы и жиры. Более того, в зависимости от вида физической активности организм большее предпочтение отдаёт либо жирам, либо углеводам. Что же касается культуризма, то здесь бесконкурентным источником энергии являются углеводы. Именно они предопределяют общий физиологический тонус культуриста и в конечном счёте успешность его тренировок.

### Отдых
Хотя стимуляция роста мышц происходит в тренажёрном зале из-за занятий с отягощениями, сам рост происходит во время отдыха. Без адекватного отдыха и сна, мышцы не имеют возможности восстанавливаться и расти. Для полноценного роста мышц, культуристу необходимо около 8 часов ночного сна (хотя этот показатель у каждого человека — свой). Кроме того, многие спортсмены находят время на дневной сон, который дополнительно стимулирует дальнейший рост мышечной массы.

### Перетренированность
Слишком большая нагрузка или слишком малый период отдыха между тренировками приводят к перетренированности. Если начинать следующую тренировку, недостаточно отдохнув, будет накапливаться усталость. Важно найти правильный период отдыха между тренировками. В среднем при трёх тренировках в неделю имеется 1—2 дня отдыха, при двух — 2—3 дня. Иногда людям требуется до 9 дней отдыха между тренировками.

## Культуризм в массовой культуре
Многие культуристы во время, а также после завершения карьеры начинают заниматься различными видами деятельности. Среди наиболее популярных у культуристов профессий можно выделить актёров, моделей, тренеров, стриптизёров. Часто выбор происходит в пользу профессий, для которых необходимо иметь красивые внешние данные или существенную физическую подготовку. На сегодняшний день многие культуристы добились успеха вне соревновательного подиума. В последние годы, в связи распространением идей здорового образа жизни, популярна любительская разновидность культуризма — фитнес. Культуризм популярен не только среди молодёжи; на сегодняшний день в разных странах проводятся соревнования среди различных возрастных категорий, вплоть до 80 лет. Один из самых известных культуристов-пенсионеров — японец Цутому Тосака.